# Limitations de vitesse au Danemark

Limitations de vitesse au Danemark

Les vitesses maximales autorisées au Danemark (abréviation officielle : DK) sont les suivantes :
- 50 km/h en ville ;
- 80 km/h hors agglomération (90 km/h sur quelques sections spécialement aménagées représentant un total de 100 km) ;
- 110 ou 130 km/h sur autoroutes : les autoroutes rurales sont limitées à 130 km/h,  les autoroutes urbaines le sont à 110 km/h.

Pour les véhicules équipés de remorques, les limitations sont :
- 50 km/h en agglomération
- 70 km/h hors agglomération
- 80 km/h sur autoroute

## Autres règles
On retrouve les mêmes grands principes qu'en France. L'alcoolémie  maximum au volant est de 0,5 g/L d'alcool dans le sang. L'allumage des feux de croisement est obligatoire dans toutes circonstances, même de jour, et il existe des restrictions de stationnement en agglomération : il est interdit de stationner à moins de 5 mètres d'un passage piétons, 10 mètres d'une intersection et 12 mètres d'un arrêt de bus.

## Vitesse et accidents
Le Danemark bénéficie d'un taux de 37 tués par million d'habitants, inférieur par exemple à celui de la France métropolitaine.
La vitesse y est identifiée comme une cause très importante d'accident : un plan d'action portant sur les années 2013-2020 la considère comme le premier enjeu à traiter parmi les dix faisant l'objet de ce plan . 
- « Si vous roulez à 93 km/h au lieu de 80 km/h, vous doublez le risque d’accident mortel »
- « A 80 km/h cet accident n’aurait pas eu lieu ».

Lors des dernières décennies, le Danemark fait évoluer les limitations de vitesse sur ses routes, ce qui donne lieu à des études mesurant l'évolution induite de l'accidentalité et qui permettent de saisir le débat lié à l'acceptation sociale de ces limitations.
En octobre 1985, la vitesse en agglomération passe de 60 à 50 km/h. On mesure ensuite une baisse des accidents de 8,7 % et de 24,1 % pour les tués. 
Le 30 avril 2004, les vitesses autorisées sur autoroutes passent de 110 à 130 km/h sur une partie du réseau autoroutier représentant environ un tiers du trafic autoroutier.  Le passage de 110 à 130 km/k est "une décision politique  décrite comme un compromis entre, d'une part  le droit pour un conducteur  de choisir sa vitesse, et d'autre part la sécurité des routes et les problèmes environnementaux". On constate une augmentation du nombre de blessés ou tués de 12 % lors des 12 mois suivants sur les sections à 130 km/h, en dépit d'aménagements devant en accroître la sécurité. Une baisse de 30 % est enregistrée sur les autoroutes restées à 110 km/h pour la même période. En 2006 le Danemark durcit sa politique répressive (perte de points sur le permis). La mortalité routière au Danemark marque alors une baisse importante. 
Le Danemark mène de 2011 à 2014 une expérimentation consistant à porter la vitesse maximale autorisée de 80 à 90 km/h sur 100 km de routes secondaires, qui font l'objet d'aménagements pour en augmenter la sécurité. Cette expérimentation se fonde sur le constat d'un non-respect des limites de vitesse par un nombre important de véhicules sur ces axes, entraînant une grande dispersion des vitesses, pouvant être cause d'accident. Des résultats mitigés amènent le Danemark à ne pas généraliser cette hausse de vitesse tout en la maintenant sur les tronçons expérimentaux. Le 19 janvier 2018 précise les limites de vitesse, et indique qu'il est possible de hausser la vitesse de 80 à 90 km/h sur 100 km de routes secondaires, ce qui correspond au périmètre de l'expérimentation. En effet, les résultats principaux sont les suivants selon le rapport de la Direction des routes du Danemark : une dispersion des vitesses toujours aussi importante, des accidents plus graves en raison de vitesses plus importantes, une mortalité stable alors qu'elle baisse sur les routes prises comme témoins lors de l'expérimentation.